# Sigurimi
La Direzione per la sicurezza dello Stato (in albanese Drejtoria e Sigurimit të Shtetit), nota comunemente come Sigurimi, è stata una forza di polizia, operante come polizia segreta e polizia politica, e agenzia d'intelligence statale della Repubblica Popolare Socialista d'Albania attiva dal 1944 al 1991.

## Storia
La Sigurimi fu creata il 20 marzo 1943. Enver Hoxha ha riconosciuto che l'organizzazione è stata strumentale per la presa del potere da parte della sua fazione contro altri gruppi partigiani. La Divisione per la Difesa del Popolo, creata da Hoxha nel 1945 e composta dai combattenti della Resistenza da lui considerati più affidabili, è considerata essere precorritrice della forza di sicurezza interna della Sigurimi, formata da 5000 uomini. Nel 1989 la divisione fu organizzata in cinque reggimenti di fanteria meccanizzata, che poteva essere utilizzata per sopprimere i moti interni volti a minacciare il comando del partito. La Sigurimi aveva, secondo una stima, 10.000 ufficiali, dei quali circa 2500 erano assegnati all’Esercito del Popolo.
L'organizzazione cessò di esistere, ufficialmente, nel luglio 1991 e fu rimpiazzata dal Servizio d'informazione nazionale (SHIK, poi ribattezzato Servizio d'informazione statale - SHISH). Nei primi mesi del 1992 le informazioni sull'organizzazione, sulle responsabilità e sulle funzioni dello SHIK/SHISH non erano consultabili in pubblicazioni dei paesi occidentali. Alcuni osservatori occidentali, comunque, pensavano che molti degli ufficiali e dei capi dello SHIK/SHISH avevano già fatto parte della Sigurimi e che le strutture di base delle organizzazioni fossero simili.
Una legge in vigore dai primi anni 2000 vieta agli ex funzionari della Sigurimi di accedere a qualsiasi carica pubblica.

## Attività
Missione della Sigurimi era quella di garantire la stabilità delle istituzioni e di reprimere la criminalità. Nonostante gruppi di immigrati albanesi abbiano chiesto aiuto agli occidentali per rovesciare il regime comunista tra gli anni quaranta e cinquanta, smisero ben presto di essere una minaccia credibile, grazie anche all'efficienza del Sigurimi.
Le attività del Sigurimi erano dirette più a reprimere la criminalità, reati contro le persone o la proprietà, a meno che questi ultimi non fossero sufficientemente seri e diffusi da minacciare la permanenza al potere del regime. Le sue attività permeavano la società albanese al punto che un cittadino su tre ha lavorato nei campi di lavoro o è stato interrogato dagli ufficiali del Sigurimi.
Il personale dell'organizzazione era composto principalmente da volontari, raccomandati da membri fidati del partito e sottoposti a controlli politici e psicologici molto approfonditi prima di poter entrare nel Sigurimi. Erano un gruppo di élite e godevano di molti privilegi volti a garantirne l'affidabilità e la fedeltà al partito.

## Organizzazione
Il Sigurimi aveva un quartier generale nazionale e un quartier generale distrettuale in ciascuno dei ventisei distretti del paese. Era inoltre organizzato in sezioni riguardanti il controllo politico, la censura, gli archivi pubblici, i campi di prigionia, truppe per la sicurezza interna, incolumità fisica, controspionaggio e intelligence internazionale.
La funzione primaria della sezione dedicata al controllo politico era quella di monitorare la correttezza ideologica dei membri del partito e degli altri cittadini. Era responsabile di tenere lontani dal partito, dal governo, dall'esercito e dai suoi stessi apparati, tutti gli individui considerati vicini alla Jugoslavia, all'Unione Sovietica o alla Repubblica Popolare Cinese dopo la rottura delle alleanze dell'Albania con questi paesi. Una stima indica che almeno 170, tra membri del Comitato Centrale e del Politburo del partito, siano stati giustiziati in seguito alle indagini del Sigurimi. La sezione del controllo politico era inoltre coinvolta in un programma estensivo di spionaggio nei confronti delle conversazioni telefoniche private.
La sezione che si occupava della censura operava nei confronti di stampa, radio, e ogni altro mezzo di comunicazione, così come all'interno di società culturali, scuole e altre organizzazioni.
La sezione degli archivi pubblici amministrava statistiche e documenti del governo, in primo luogo statistiche economiche e sociali gestite come segreti di stato.
La sezione riguardante i campi di prigionia aveva il compito di rieducare gli internati e di valutare il grado di pericolosità di questi ultimi nella società. La polizia locale forniva guardie per le quattordici strutture di prigionia sparse per il paese.
La sezione per l'incolumità fisica era composta da uomini che dovevano difendere l'incolumità degli ufficiali di partito e di governo e l'integrità delle installazioni civili e militari.
La sezione del controspionaggio era, ovviamente, responsabile della neutralizzazione delle operazioni di intelligence portate avanti da organizzazioni straniere, oltre che dei movimenti e dei partiti opposti al regime.
Infine, la sezione di spionaggio internazionale si affidava a personale all'estero e in patria per ottenere informazioni riguardanti i mezzi e le intenzioni di altri paesi che avrebbero potuto minacciare la sicurezza nazionale dell'Albania. I suoi ufficiali ricoprivano ruoli di copertura nelle missioni diplomatiche che l'Albania aveva in vari paesi, oltre che in centri culturali e organizzazioni commerciali.